# Meng Suping
Meng Suping (17 de julho de 1989) é uma halterofilista chinesa, campeã olímpica. 

## Carreira
Meng Suping competiu na Rio 2016, onde conquistou a medalha de ouro na categoria mais de 75 kg.